# Torksey
Torksey – wieś w Anglii, w hrabstwie Lincolnshire. Leży 16 km na północny zachód od Lincoln i 204 km na północ od Londynu.